# Círculo de Bafoulabé
Bafoulabé es una subdivisión administrativa (cercle o círculo) de la región de Kayes, en Malí. En abril de 2009 tenía una población censada de 233 647 habitantes y estaba formada por las siguientes comunas o municipios, que se muestran igualmente con población de abril de 2009:
- Bafoulabé 19,766
- Bamafele 16,180
- Diakon 33,756
- Diallan 14,695
- Diokeli 13,097
- Gounfan 6,998
- Kontela 21,510
- Koundian 13,857
- Mahina 25,902
- Niambia 7,431
- Oualia 20,687
- Sidibela 7,557
- Tomora 32,211[1]